# Mongozmaki
De mongozmaki of mongoz (Eulemur mongoz) is een zoogdier uit de familie van de maki's (Lemuridae). De wetenschappelijke naam van de soort werd gepubliceerd in 1766 door Carl Linnaeus. Deze halfapen zijn endemisch op Madagaskar.

## Beschrijving

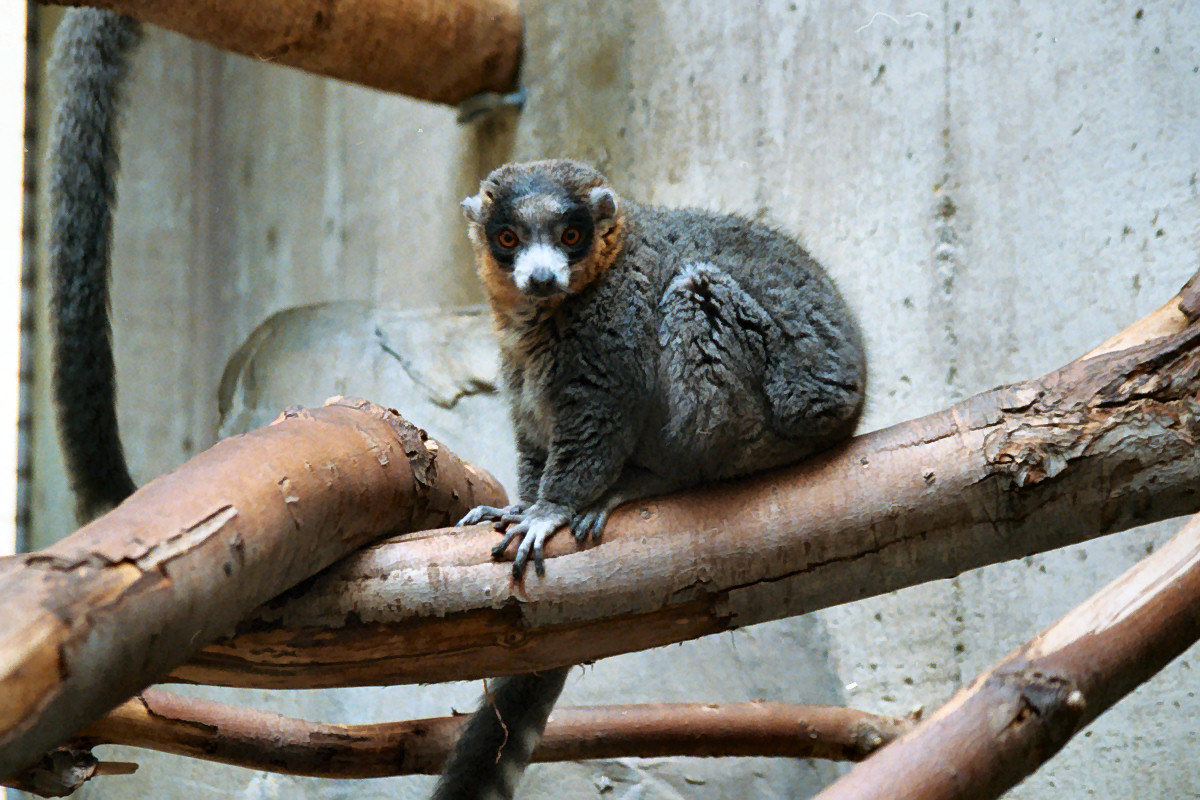
Mannetje in Cleveland Metroparks Zoo

Bij de mongozmaki bestaat verschil tussen het mannetje en het vrouwtje (seksuele dimorfie). Het mannetje heeft een grijze vacht, met een bleker gezicht en rode wangen en baard. Het vrouwtje heeft een bruine vacht met een donker gezicht en witte wangen en baard. Een volwassen mongozmaki kleiner dan de meeste andere maki's. Hij heeft een kop-romplengte van 32 tot 37 cm, een staartlengte van 47 tot 51 cm en een lichaamsgewicht van 2 tot 2,2 kg.

## Verspreiding en leefgebied en -gewoonten
De mongozmaki leeft in bergbossen, regenwouden, drogere bossen en bladverliezende wouden in Noordwest-Madagaskar. Ook op de Comoren komt hij voor, op de eilanden Mohéli en Anjouan. Hij is hier waarschijnlijk ingevoerd.
Het is een voornamelijk 's nachts actieve boombewoner. Overdag schuilt de mongozmaki opgerold in een holle boom. In sommige gebieden is hij echter voornamelijk overdag actief. Waarschijnlijk is hij meer 's nachts actief in de droge tijd, en meer overdag in het regenseizoen. Hij zoekt zijn voedsel in boomkruinen, waaronder nectar, bloemen, bladeren, zoete vruchten, insecten en larven en vogeleieren.
De mongozmaki leeft in familiegroepjes, bestaande uit een paartje, hun laatste worp en één of twee jongen uit een vorige worp. De dieren vormen paren voor het leven. Volgens schattingen leven er maximaal 350 dieren per km². Woongebieden van verscheidene groepen overlappen grotendeels. Met roepen en lichaamstaal maakt een groep attent aan andere groepen dat ze er zijn en dat een eventuele voedselplek van hen is. De soort kent een groot repertoire aan roepen.
Na een draagtijd van 128 dagen wordt één jong geboren. Het vrouwtje draagt haar ene jong bij zich op de buik. Na vijf weken kan hij zelfstandig klimmen.

## Bedreigingen
De mongozmaki is ernstig bedreigd door de vernietiging van zijn leefgebied door ontbossingen voor de productie van houtskool en het omzetten van bos in weidegrond. Ook wordt er op gejaagd voor het vlees. Een populatie weet nog stand te houden in het natuurreservaat van Ankarafantsika, maar ook dit gebied wordt aangetast door boskap en overbegrazing. De soort is in enkele dierentuinen te zien.